# 1 هـ
1 هـ هي سنة في التقويم الهجري امتدت مقابلةً في التقويم الميلادي سنتي 622 و623.

## أحداث
- 12 ربيع الأول - وصول النبي محمد إلى المدينة المنورة من مكة المكرمة مع أبي بكر الصديق في ما يعرف بالهجرة النبوية. هذا اليوم يمثل بداية التقويم الهجري وهو يوافق 27 سبتمبر 622.
- المؤاخاة بين المهاجرين والأنصار.
- نزول النبي محمد في قباء.
- بناء مسجد قباء.
- إسلام عبد الله بن سلام.
- بناء المسجد النبوي، وإعلان الأذان.
- كتابة وثيقة المدينة مع اليهود.

### سرايا
- سرية عبيدة بن الحارث إلى رابغ: وهي أول لواء يعقد في الإسلام وكذلك أول قتال في الإسلام.
- سرية حمزة بن عبد المطلب إلى سيف البحر.
- سرية سعد بن أبي وقاص إلى الخرار.

## مواليد

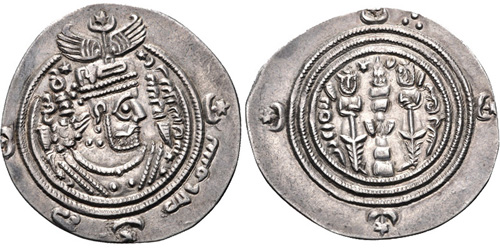
زياد بن أبيه على درهم أموي صُك في عام 53 هـ

- شوال: عبد الله بن الزبير، هو أول مولود في الإسلام، بويع له بالخلافة سنة 64 هـ.[5]
- المختار الثقفي، قائد أحد الثورات التي قامت بعد مقتل الحسين بن علي.
- زياد بن أبيه، قائد عسكري في عهد الخلافة الراشدة والدولة الأموية، ووالي البصرة.
- مرداس بن حدير من أمراء الخوارج وشجعانهم.
- شقيق بن سلمة، تابعي كوفي، وأحد رواة الحديث النبوي.
- مالك بن أوس بن الحدثان, إمام وفقيه من أهل المدينة

## وفيات
- كلثوم بن الهدم الأوسي، صحابي نزل النبي عنده أربع ليالٍ عند قدومه من مكة إلى المدينة المنورة.[6]
- أسعد بن زرارة، صحابي شهد بيعة العقبة الأولى والثانية، وأحد النقباء.[6]
- الوليد بن المغيرة، أحد قادة قريش في العصر الجاهلى، ومن أعداء النبي.[6]
- العاص بن وائل، من سادات قريش، ومن أعداء النبي.[6]
- الهذيل بن هبيرة شاعر من قبيلة تغلب